# Georgia Southern Eagles football
I Georgia Southern Eagles sono la squadra di football americano della Georgia Southern University. Gli Eagles partecipano alla  Division I Football Bowl Subdivision (FBS) (ex I-A) e sono membri della NCAA Division I Sun Belt Conference (SBC). Prima di unirsi alla SBC nel 2014, gli Eagles erano stati una potenza nazionale nella Division I Football Championship Subdivision (FBS) (ex I-AA), avendo vinto sei titoli nazionali a quel livello.

## Soprannomi
Eagles è il terzo soprannome della Georgia Southern University. Dal 1924 al 1941 il soprannome era Blue Tide (Marea blu). Nel 1959, quando la scuola venne rinominata Georgia Southern College, venne indetta una votazione tra gli studenti per scegliere la nuova mascotte: Gus the Eagle (Aquila) venne scelta con un piccolo margine sulla seconda.

## Uniformi
Nel 1982 quando il programma sportivo venne riattivato, l'università non disponeva di un budget adeguato per questo l'allenatore Erk Russell ordinò caschi da football interamente blu chiedendo ai giocatori stessi di creare una striscia bianca in mezzo. L'uniforme consiste in semplici pantaloni bianchi e casacca blu, senza nessuna scritta. Anche con il successivo successo della squadra, l'uniforme è rimasta invariata.